# Пикселизация

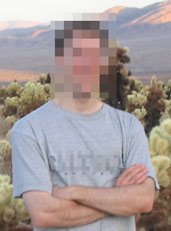
Лицо человека на фото, а также надпись на футболке скрыты с помощью пикселизации

Пикселизация — метод цифровой обработки изображений, заключающийся в существенном уменьшении разрешения изображения или его части.
Пикселизация часто используется на телевидении во многих странах мира для скрытия части картинки, например, лиц подозреваемых в программах о преступности, а также несовершеннолетних граждан, скрытия наготы, «неприличных» жестов, логотипов товарных марок и т. д. Пикселизация может применяться в том случае, если участник съёмки в телепередаче отказывается от грима.
Метод пикселизации заключается в следующем: изображение делится на квадраты (блоки, пиксели) нужного размера, в каждом из них определяется основной цвет, после чего выполняется заливка квадрата полностью этим цветом.